# 스칼라 (캄파니아주)
스칼라(이탈리아어: Scala)는 이탈리아 캄파니아주 살레르노도에 있는 코무네이다. 도시는 해수면으로부터 400m 높은 바위 언덕에 있으며 아말피 해안의 일부중 하나다. 주 광장에는 카페, 레스토랑, 약국, 식료품점등이 있다. 그곳에서 매우 멋진 성당과 수영장도 멀지 않다.

## 역사
이 도시의 역사적 첫 언급은 시칠리아 만종 사건 기간에 오토 4세의 군대에 의해 처음 언급된다.
스칼라는 구속주회의 결성 장소다.

## 밤
스칼라는 밤 재배로 유명하다. 매년 11월 말에 2주에 걸쳐 사그라 델레 카스타녜(Sagra delle Castagne) 라는 축제를 주 광장에서 연다.

## 같이 보기
- 아말피 해안
- 소렌토 반도